# Jean-Christophe Hembert
Jean-Christophe Hembert est un comédien, metteur en scène, et réalisateur français, né le 4 mars 1976 à Villeurbanne.

## Biographie

### Théâtre
Jean-Christophe Hembert commence le théâtre à l'université Jean-Moulin-Lyon-III. Il met en scène sa première pièce en 1996, Barbe Bleue, du poète autrichien Georg Trakl. La même année il prend les rênes de la compagnie Groupe 4 au sein de laquelle il mettra en scène la plupart de ses productions suivantes. En 1998, Jean-Christophe Hembert met en scène Mardi de l'écrivain Edward Bond. En 1999, c'est au tour de La conquête du Pôle Sud de Manfred Karge.
En 2001, il met en scène Timon d'Athènes de William Shakespeare. Pour ce projet, il s'entoure de nombreux autres comédiens lyonnais dont Thomas Cousseau qui l'aida à la traduction et Alexandre Astier. Ces partenaires sont très présents dans sa carrière. En 2002, il met en scène une pièce écrite par Alexandre Astier intitulée Le Jour du Froment. La pièce est jouée à Lyon puis en tournée.
En 2004, Jean-Christophe Hembert adapte deux pièces d'auteurs : Jacket ou la main secrète d'Edward Bond et Faust 1911 de Manfred Karge.
Jean-Christophe Hembert collabore aussi avec d'autres metteurs en scène. Après avoir travaillé avec Jean Lambert-wild et Bruno Boëglin à sa sortie de l'université, il fut longtemps l'assistant de Roger Planchon. De 2002 à 2004, il assiste Laurent Pelly dans ses créations et en tournée. Il assure aussi la direction d'acteurs pour des fictions que produit Radio France.
En 2012, il réalise la mise en scène de Que Ma Joie Demeure ! , puis deux ans plus tard, de l'Exoconférence, tous deux écrits et joués par Alexandre Astier.
En 2020, il coécrit et dirige la mise en scène d'une adaptation du roman Capitaine Fracasse de Théophile Gautier, intitulé Fracasse.

### Télévision
Jean-Christophe Hembert est connu du grand public pour sa participation à la série télévisée Kaamelott (et au court-métrage pilote de la série Dies iræ). Il y interprète Karadoc, chevalier de Vannes. Dans cette série inspirée de la légende arthurienne, il campe un chevalier passionné par la nourriture (il prend sept repas par jour et quatre par nuit). Il est également directeur artistique de la série. La série est écrite, réalisée et interprétée par Alexandre Astier avec qui Jean-Christophe Hembert a débuté, et on y retrouve de nombreux autres artistes lyonnais avec qui ils ont travaillé, tels Thomas Cousseau et Jacques Chambon.
Il est interviewé par Christophe Chabert dans l'acte V « Les chevaliers de la Table ronde » du film documentaire Aux Sources de Kaamelott réalisé entre 2006 et 2010 pour accompagner l'intégrale « Les Six Livres » des DVD de la série télévisée.
Il participe en 2012 à un épisode de Bref avec Alexandre Astier : Bref, Y'a des gens qui m'énervent.
Il intervient dans l'émission 101 % sur la chaine de télévision Nolife.
Il réalise l'émission Le Golden Show à partir du numéro 8.
Il réalise les captations de Que Ma Joie Demeure ! et de L'Exoconférence d'Alexandre Astier.

### Cinéma
C'est dans sa collaboration avec Alexandre Astier qu'il va se tourner vers la production. Il est ainsi producteur exécutif du premier film de celui-ci David et Madame Hansen.

## Télévision - Web
- 2005-2009 : Kaamelott d'Alexandre Astier : Karadoc de Vannes
- 2012 : Bref, épisode 53 : Bref. Il y a des gens qui m'énervent.
- 2013 : Le Golden Show. Street Magic : Darth Maul, seigneur Sith.

## Filmographie

### Court-métrage
- 2003 : Dies iræ d'Alexandre Astier : Karadoc de Vannes

### Longs-métrages
- 2021 : Kaamelott : Premier Volet d'Alexandre Astier : Karadoc
- 2025 : Kaamelott : Deuxième volet partie 1 d’Alexandre Astier : Karadoc de Vannes

## Théâtre
- 1996 : Barbe Bleue de Georg Trakl, mise en scène de Jean-Christophe Hembert, Université Jean Moulin Lyon 3
- 1996 : Splendeurs et Lassitudes du Capitaine Marion Déperrier, mise en scène de Jean Lambert-Wild, Théâtre de Tournon
- 1997 : La Conquête du Pôle Sud de Manfred Karge, mise en scène de Jean-Christophe Hembert, Université Jean Moulin Lyon 3
- 1997 : El Naufrago, mise en scène de Bruno Boëglin, Parc de La Villette/Paris
- 1998 : Mardi d'Edward Bond, mise en scène de Jean-Christophe Hembert, Les Subsistances/Lyon
- 1998 : Les Démons de Dostoïevski et La Dame de chez Maxim's de Feydeau, mise en scène Roger Planchon, TNP Villeurbanne
- 1999 : L'Avare de Molière, mise en scène Roger Planchon, TNP Villeurbanne
- 1999 : La Conquête du Pôle Sud de Manfred Karge, mise en scène de Jean-Christophe Hembert, Les Subsistances/Lyon
- 2000 : Le Cochon Noir de Roger Planchon, mise en scène Roger Planchon, TNP Villeurbanne
- 2001 : L'Avare de Molière, mise en scène Roger Planchon, Odéon-Théâtre de l'Europe
- 2001 : Timon d'Athènes, mise en scène de Jean-Christophe Hembert, Les Subsistances/Lyon
- 2002 : Le Jour Du Froment d'Alexandre Astier, mise en scène Jean-Christophe Hembert, Théâtre de la Croix-Rousse/Lyon
- 2002 : Le Voyage de Monsieur Perrichon de Labiche, mise en scène de Laurent Pelly, CDNA Grenoble
- 2004 : Jackets d'Edward Bond, mise en scène de Jean-Christophe Hembert, CDNA Grenoble
- 2004 : Le Roi Nu d'Evgueni Schwartz, mise en scène de Laurent Pelly, CDNA Grenoble
- 2004 : Faust 1911 de Manfred Karge, mise en scène de Jean-Christophe Hembert, L'Élysée/Lyon
- 2012 : Que ma joie demeure ! d'Alexandre Astier : mise en scène, Théâtre du Rond-Point
- 2014 : L'Exoconférence d'Alexandre Astier : mise en scène, Théâtre du Rond-Point
- 2020 : Fracasse, d’après Théophile Gautier : mise en scène, tournée scènes nationales
- 2023 : Wendy et Peter Pan d'après James Matthew Barrie : mise en scène